# Widjila
Dans la gastronomie malienne, les widjila ou woujoula sont des boules de pain cuites à la vapeur dans un couscoussier. C'est un plat originaire de Tombouctou de l'ethnie Songhai et qui se consomme avec de la viande de mouton préparée dans une sauce. Au Mali, le widjila est un plat très populaire. S'il est simple à faire, sa préparation nécessite néanmoins une grande dose de patience et une certaine force dans les bras. Le widjila peut se préparer de plusieurs manières. D'aucuns le prépare avec des dattes et d'autres le préfère sans,,,,.

## Composition
Pour faire les boules de pain, il faut de la farine de blé, de la levure chimique, du sel, de l'eau. On peut y ajouter des œufs mais cela n'est pas obligatoire.  
Pour faire la sauce qui accompagne les boules de pain, il faut de la sauce tomate, des morceaux de mouton de préférence ou du poulet ou du bœuf, de la tomate fraîche, de l'oignon, un peu de tomate concentrée, des feuilles de laurier, un peu de cannelle en poudre, du sel, poivre, du bouillon de poulet, du piment,,.